# Piiri (Hummuli)
Piiri – wieś w Estonii, prowincji Valga, w gminie Hummuli.